# Parc animalier et botanique de Branféré
Koordinaten: 47° 35′ 30,1″ N, 2° 24′ 8,3″ W
Der Parc animalier et botanique de Branféré ist die Kombination eines Zoos und eines Botanischen Gartens, der sich in der französischen Gemeinde Le Guerno im Département Morbihan in der Region Bretagne befindet. Er ist bei der European Association of Zoos and Aquaria (EAZA) akkreditiert. Im Jahr 2022 besuchten rund 300.000 Personen den Zoo.

## Geschichte
Das 1848 erbaute Schloss Branféré wurde 1884 von Casimir und Zoé Jourde erworben und verblieb im Familienbesitz. 1932 erbte Paul Jourde das Anwesen. Als dieser zusammen mit seiner Ehefrau Hélène 1933 einen indischen Maharadscha, der sich mit vielen Tieren umgab, besuchte, wuchs bei Paul und Hélène Jourde das Verlangen, in der Heimat einen Tierpark zu erstellen, getreu dem buddhistischen Ideal der Harmonie zwischen Mensch und Natur.
Nach mehr als 30 Jahren der Entwicklung, wobei zahlreiche Kontakte zu Wissenschaftlern, Direktoren zoologischer Gärten, Biologen, Zoologen und Ethologen geknüpft wurden, u. a. zu Konrad Lorenz, eröffnete das Ehepaar Jourde auf Anregung der Behörden den Tierpark 1965 für die Öffentlichkeit. Der Erfolg bei der Bevölkerung stellte sich sogleich ein. Familie Jourde stieß jedoch bald auf administrative Probleme und war gezwungen, den Park 1972 zu schließen. Es folgte eine breite Unterstützung seitens der Wissenschaftler, die befürchteten, ein in Frankreich einzigartiges Natur-Beobachtungsfeld zu verlieren. Auch die breite Öffentlichkeit und die Presse setzten sich für den Weiterbetrieb des Naturparks ein. Angesichts des Ausmaßes der Reaktionen wurde mit dem Finanzministerium eine Lösung für den Zoo gefunden, sodass er in der folgenden Saison wieder öffnen konnte. 1973 wurde die SA Parc de Branféré gegründet.
Nach dem Tod von Paul Jourde 1986 widmete sich Hélène ganz dem Anwesen. Da sie keine Nachkommen hatte, suchte sie nach einer Lösung, um die Zukunft des Parks zu bewahren. Durch ein Vermächtnis an die Fondation de France konnte die Zukunft des Zoos von Branféré sichergestellt werden. Nach dem Tod von Hélène Jourde 1988 wurde die Fondation de France Eigentümerin des Anwesens und investierte in die grundlegende Überarbeitung des Geländes. Aufgrund seines Engagements für eine umweltorientierte Entwicklung hat der Park 2015 die internationale Green Globe-Zertifizierung erhalten, die für Nachhaltigkeit in ökologischen, sozialen und wirtschaftlichen Bereichen steht.

## Tierbestand und Arterhaltungsprogramme
Im Parc animalier et botanique de Branféré werden rund 1400 Tiere aus allen Kontinenten auf einem ca. 45 Hektar großen Gelände gehalten. Der Zoo unterstützt zahlreiche Arterhaltungs- und Schutzprogramme. Im Rahmen des Europäischen Erhaltungszuchtprogramms (EEP) werden übergreifende Projekte zur gezielten und koordinierten Zucht von in Zoos gehaltenen Arten durchgeführt. Der Branféré-Park ist an der Erhaltung von 35 bedrohten Arten beteiligt, dazu zählen Westafrikanische Giraffe, Panzernashorn, Roter Maki und Lisztaffe.

## Sonderprogramme
Unter dem Namen „Betreuer für einen Tag“ besteht für Besucher die Möglichkeit, einen halben Tag lang an den verschiedenen Aufgaben eines Tierpflegers mitzuwirken. Gemeinsam mit einem Tierpfleger erhalten die Teilnehmer Einblicke, was sich hinter den Kulissen eines Zoos ereignet. Sie nehmen beispielsweise an der Zubereitung der unterschiedlichen Tiernahrung, der Verteilung von Futterrationen sowie der Reinigung von Gehegen und Gebäuden teil und haben einen privilegierten Umgang mit den Tierarten des Parks. Das Programm wird an das Alter der Teilnehmer angepasst.
Mit ausgewählten Vögeln finden mehrmals täglich von Falknern geleitete Vogelschauen statt, die beispielsweise das Verhalten von Papageien oder die Beizjagd von Greifvögeln demonstrieren.
Im Jahr 2004 wurde mit der Gründung der School of Nature das Bildungsangebot vom Zoo Branféré ausgeweitet. Der Park fungiert als eine Open-Air-Schule, die das Bewusstsein für die Artenvielfalt bei Jung und Alt intensivieren soll.

## Bilder
Die nachfolgende Bildauswahl zeigt einige Tiere aus dem Bestand des Parc animalier et botanique de Branféré:

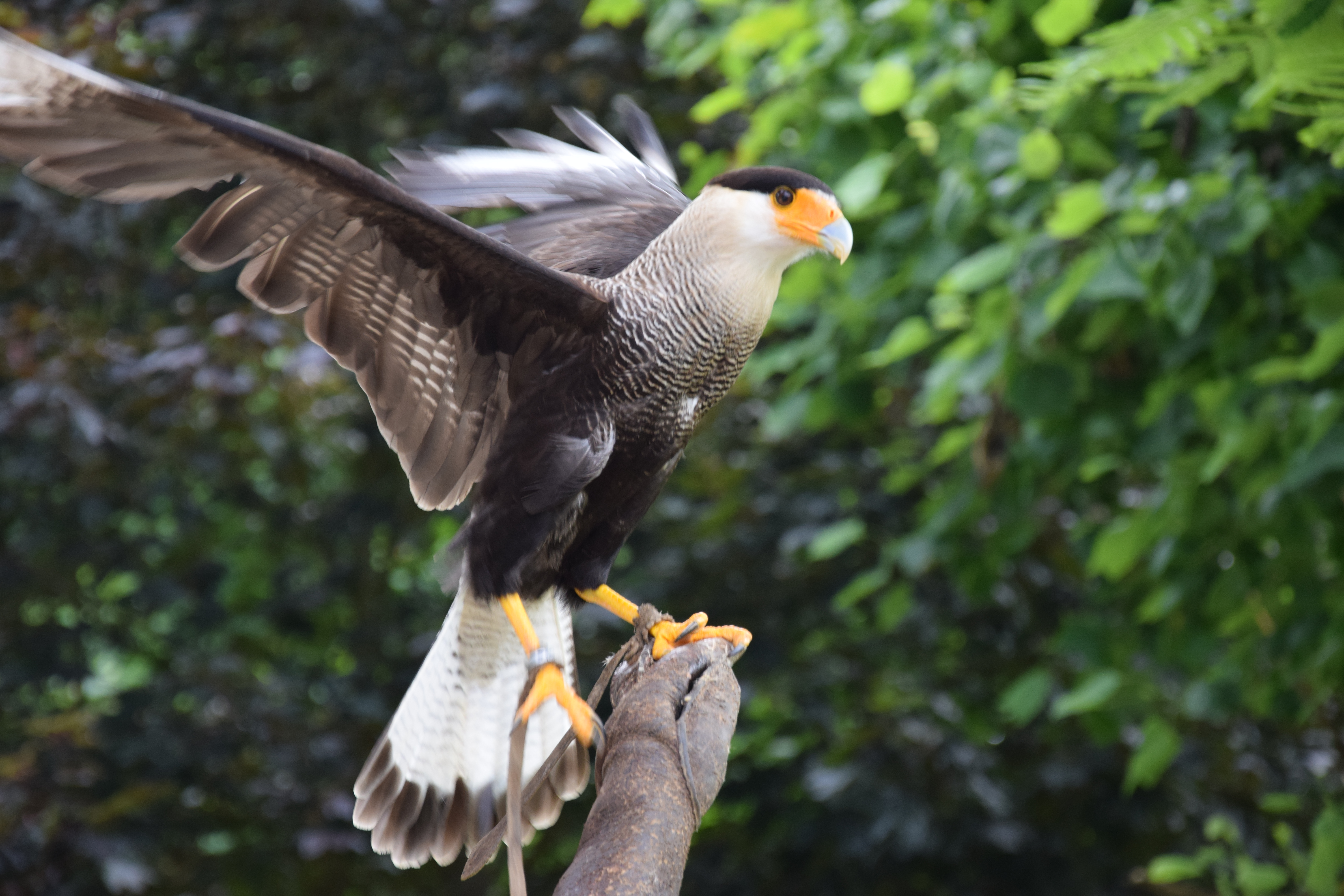
Schopfkarakara
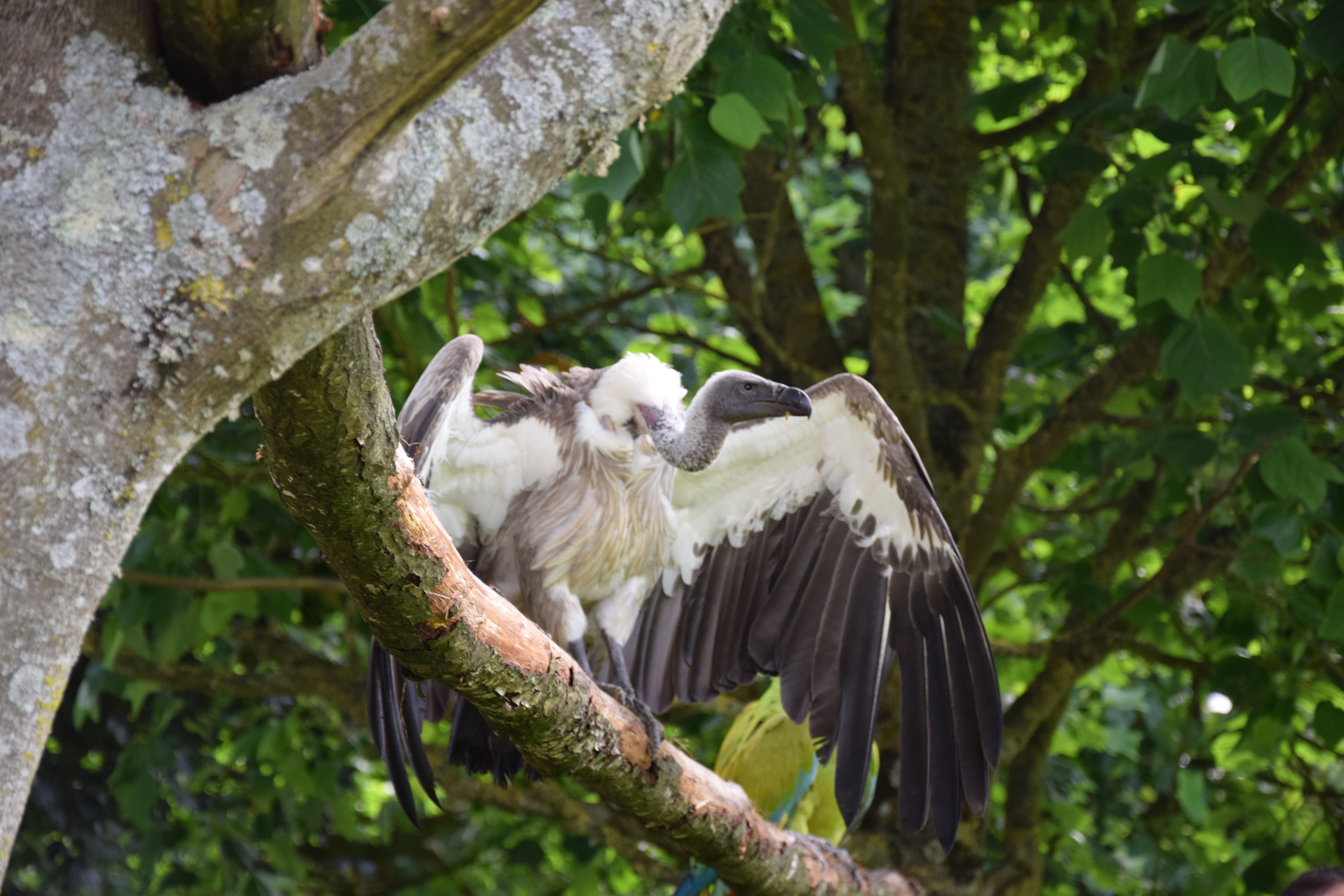
Gänsegeier
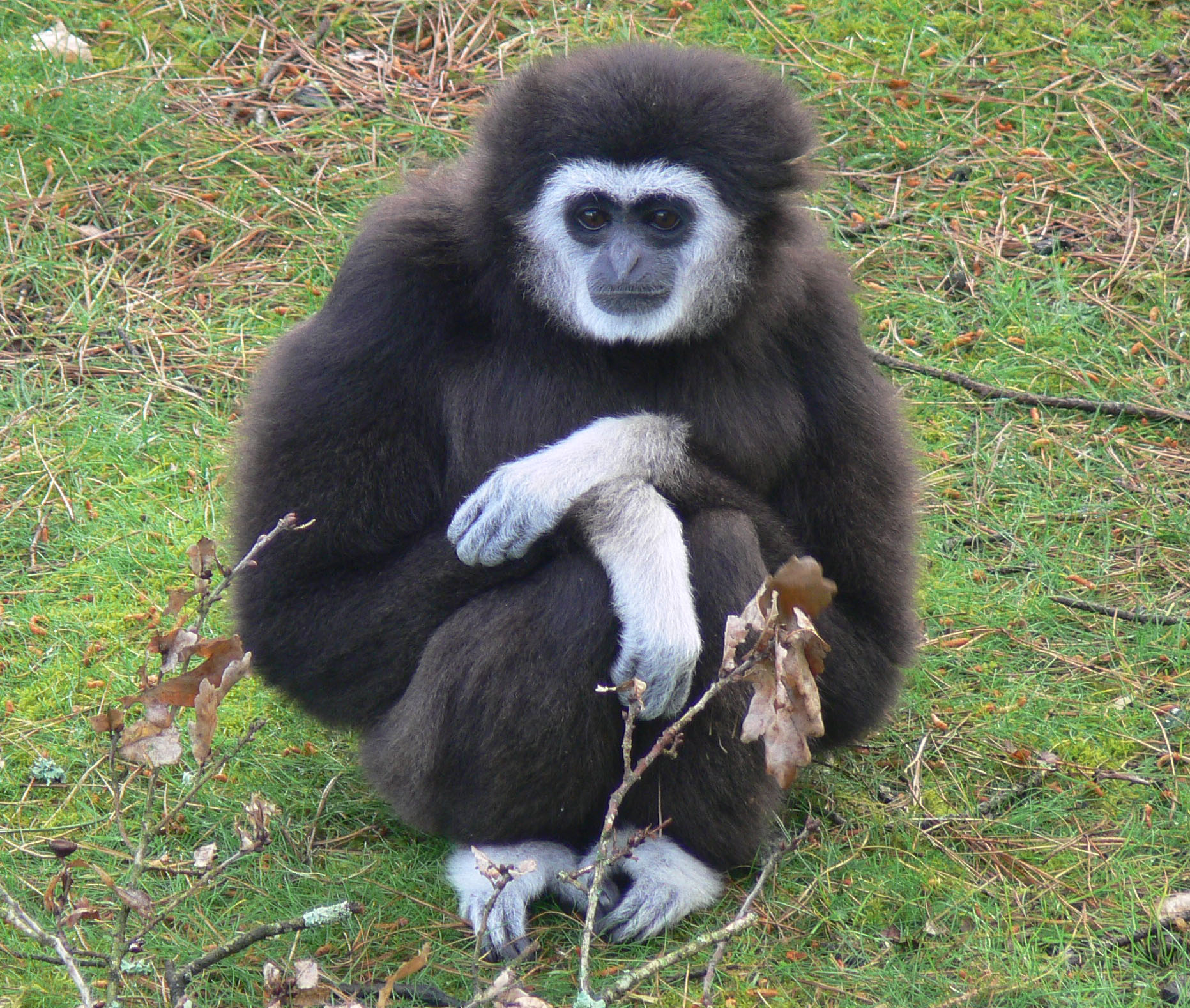
Weißhandgibbon
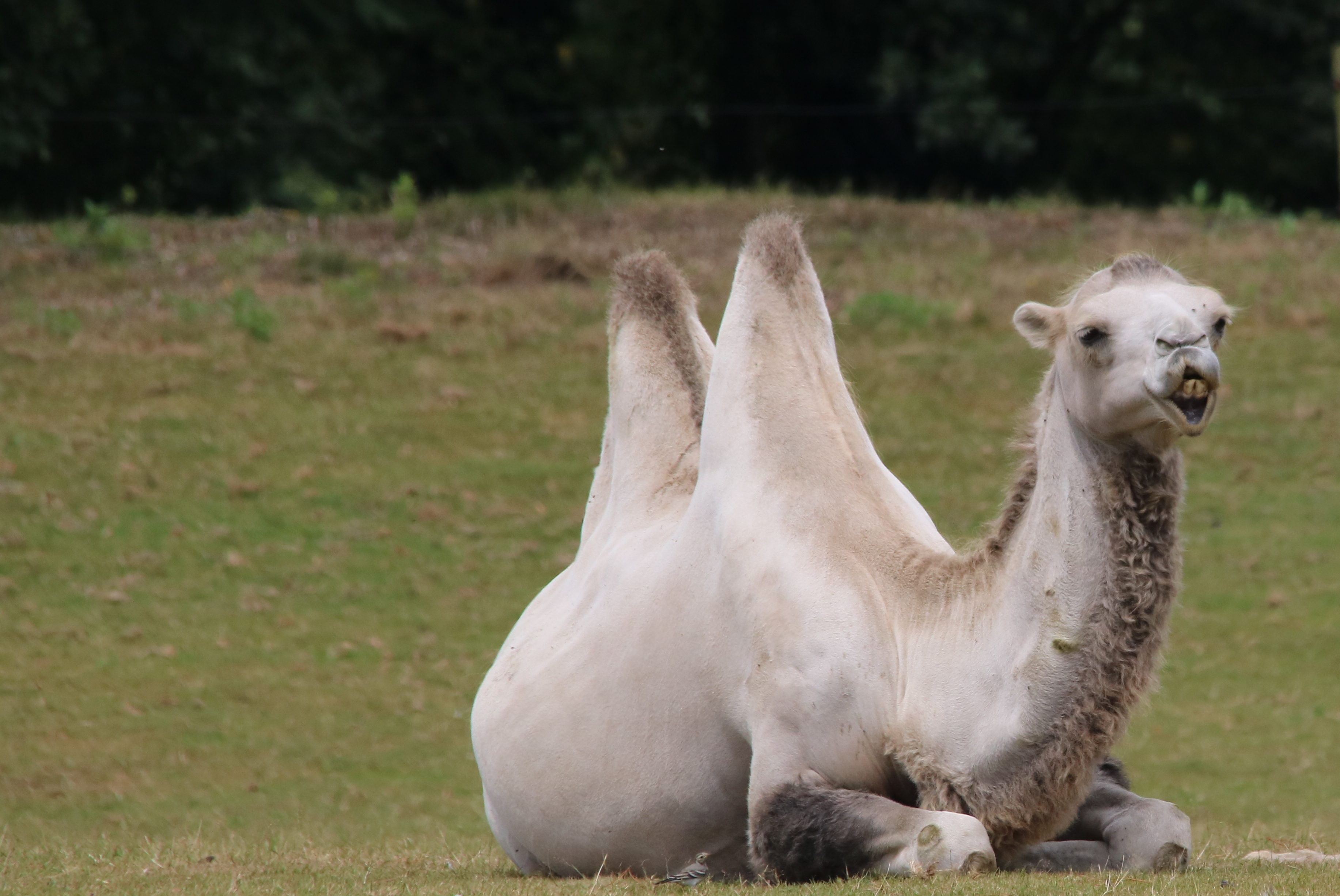
Trampeltier
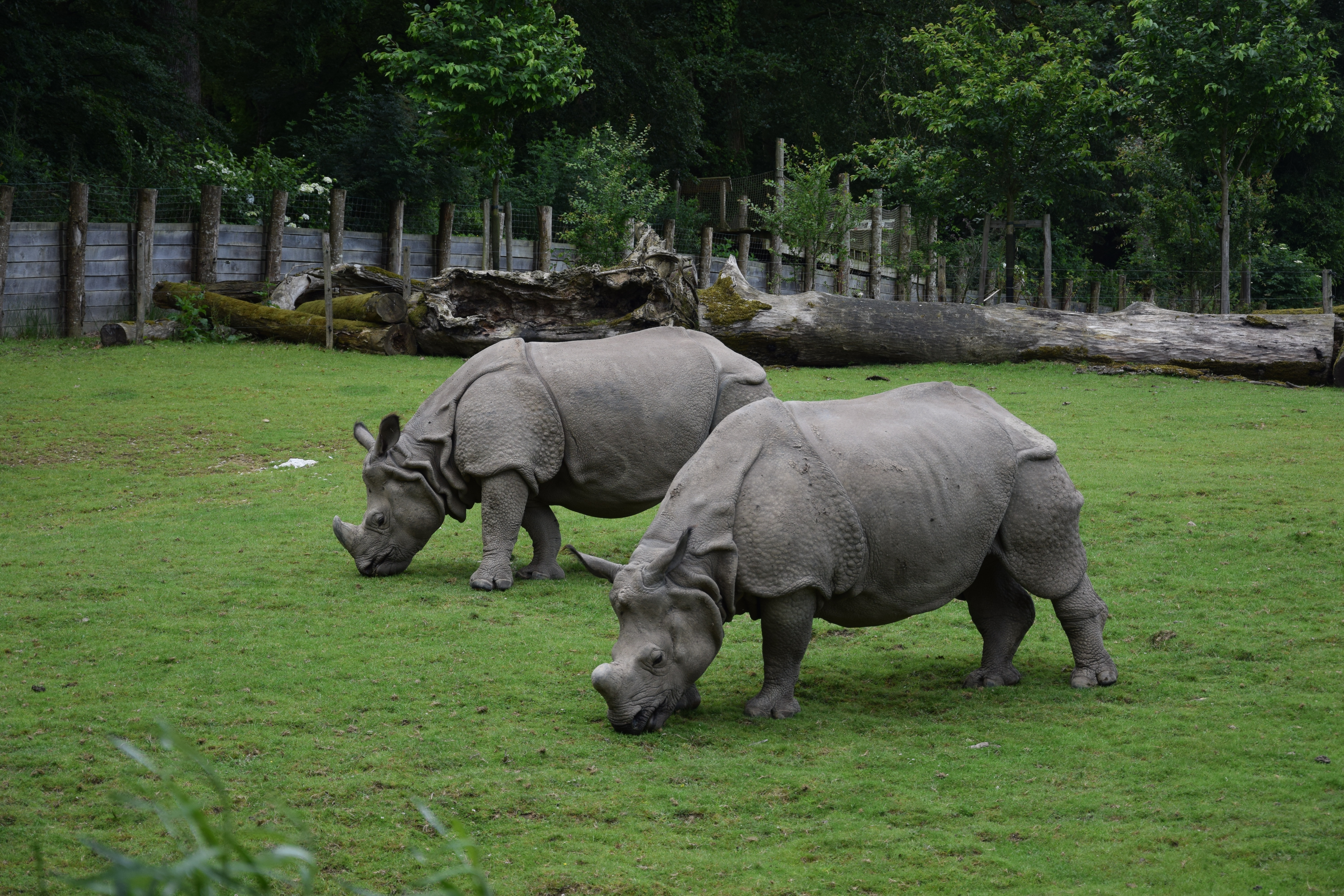
Panzernashörner